# Вірапон Джонгжохор
Вірапон Джонгжохор (тай. วีระพล จงจอหอ; 7 лютого 2001) — таїландський боксер, призер чемпіонату світу серед аматорів.
Олімпійський чемпіон Сомжит Джонгжохор — дядько Вірапона Джонгжохора.

## Аматорська кар'єра
2018 року, програвши у півфіналі Кено Мачадо (Бразилія) та здобувши перемогу в бою за 3 місце над Янсеном Путоа (Самоа), став бронзовим призером Юнацьких Олімпійських ігор.
На чемпіонаті світу 2021 став бронзовим призером.
- В 1/16 фіналу переміг Джордана Пантена (США) — 5-0
- В 1/8 фіналу переміг Івана Папакіна (Україна) — 5-0
- У чвертьфіналі переміг Саїджамшида Жафарова (Узбекистан) — 3-2
- У півфіналі програв Джамбулату Біжамову (Росія) — RSC

2023 року став чемпіоном Ігор Південно-Східної Азії.
На Азійських іграх 2022, що через пандемію коронавірусної хвороби пройшли 2023 року, програв в другому бою нокаутом Еуміру Марсіалю (Філіппіни).
У травні 2024 року на другому ліцензійному турнірі до Олімпійських ігор 2024 завоював путівку на Олімпіаду. На Олімпійських іграх 2024 програв в першому бою Крістіану Піналесу (Домініканська Республіка).